# Alexandra Lacrabère
Alexandra Lacrabère (n. 27 aprilie 1987, în Pau) este o handbalistă franceză ce a jucat pentru clubul CS Rapid București. Până în 2021, ea a fost și componentă a echipei naționale a Franței. Lacrabère evoluează pe postul de intermediar dreapta. 

## Carieră
Sportiva a jucat pentru Arvor 29, Zvezda Zvenigorod, OGC Nice HB, ŽRK Vardar și Chambray Touraine Handball. Din vara anului 2022, Lacrabère a evaluat pentru CS Rapid București. În luna octombrie a aceluiași an s-a despărțit de Rapid.
La echipa națională a debutat pe 12 decembrie 2006, într-un meci împotriva Rusiei de la Campionatul European din Suedia, și poartă pe tricou numărul 64, cel al departamentului Pyrénées-Atlantiques, unde s-a născut. Handbalista a participat la patru ediții ale Jocurilor Olimpice, în 2008, în 2012, în 2016 și în 2020.
Alexandra Lacrabère a declarat în mod deschis că este lesbiană.

## Palmares

### Club
- Campionatul Franței:
  -  Câștigătoare: 2012

- Campionatul Macedoniei de Nord:
  -  Câștigătoare: 2017, 2018

- Cupa Macedoniei:
  -  Câștigătoare: 2017, 2018

- Cupa Reginei Spaniei:
  -  Câștigătoare: 2009

- Cupa Ligii Franceze de Handbal:
  -  Câștigătoare: 2012
  - Finalistă: 2016

### Echipa națională
- Jocurile Olimpice:
  -  Medalie de aur: 2020
  -  Medalie de argint: 2016

- Campionatul Mondial:
  -  Medalie de aur: 2017
  -  Medalie de argint: 2011

- Campionatul European:
  -  Medalie de aur: 2018
  -  Medalie de argint: 2020
  -  Medalie de bronz: 2006, 2016

## Performanțe individuale
- Cea mai bună handbalistă și cel mai bun inter dreapta din campionatul Franței: 2012[8]
- Cea mai bună marcatoare din campionatul Franței: 2012 (125 de goluri)[9], 2014 (143 de goluri)[10]